# 前山清一郎
前山 清一郎（まえやま せいいちろう、文政6年（1823年） - 明治29年（1896年）3月27日）は、江戸時代後期（幕末）から明治時代の武士、官吏、開拓者。名は長定。

## 経歴
文政6年（1823年）、佐賀郡古賀村に生まれる。藩校弘道館や江戸の昌平黌で学んだのち佐賀に戻り、弘道館の教授補となった。慶應2年には藩の兵制改革により備えられた遊兵隊800の指揮官となっている。
戊辰戦争においては大総督府応援参謀を拝命。奥羽鎮撫総督九条道孝らが仙台で幽閉されていた際にこれを奪還するため「九条総督と、秋田にいる副総督を一緒に連れて京都に戻り、朝廷に戦争中止を訴える」と持ち掛けて仙台藩を欺き救出に成功した。これにより同盟側は貴重な人質を失ったうえ、秋田藩の同盟離脱にもつながった。また奥羽戦線の各地を転戦し成果を上げ、佐賀藩士としては最高の賞典禄450石を与えられている。
1870年佐賀藩大参事となり、翌年より兵部省博多分営長を務めたが、1871年には辞職し郷里に戻った。
1874年の佐賀の乱では中立党を組織して政府軍とともに江藤新平、島義勇率いる征韓党、憂国党と戦ったが、当初は政府軍からは信頼を得られず、道案内程度の任務を任されただけな上、武装や行動の自由も認められなかった。そのため、部下2名が抗議の割腹自殺を行っている。ただし終盤では、佐賀軍の斥候を捕えるなどの功も上げた。乱平定後は論功行賞で勲功一番となる800円の報奨金を受けたが、佐賀では裏切り者と敵視されたため、同志を引き連れて千葉県印旛郡に集団移転し、開墾授産会社「永沢社」を設立した。さらに1879年には第百四十三銀行も設立し、前山は頭取に就任した。この銀行は翌年、鍋島家が設立した第三十銀行に吸収されたが、前山は取締役で残った。
1916年、正五位を追贈された。